# کارولین کنوتسن
کارولین کنوتسن (انگلیسی: Caroline Knutsen؛ زادهٔ ۲۱ نوامبر ۱۹۸۳) بازیکن فوتبال اهل نروژ است.
از باشگاه‌هایی که در آن بازی کرده‌است می‌توان به باشگاه فوتبال وولرنگا اشاره کرد.
وی همچنین در تیم ملی فوتبال زنان نروژ بازی کرده‌است.